# Szyrwanskaja
Szyrwanskaja (ros. Ширванская) – stanica (ros. станица) w Rosji, w Kraju Krasnodarskim, w rejonie apszerońskim. Wchodzi w skład osiedla wiejskiego Nowopoljanskoje.

## Geografia
Stanica znajduje się w południowej części Kraju Krasnodarskiego, blisko granicy z Adygeją.
Jest położona nad rzeką Pszechą.

## Demografia
W 2010 roku wieś zamieszkiwało 646 osób.